# Tribunal (série télévisée)
Pour le lieu en général, voir Tribunal.

Tribunal est une série judiciaire française produite entre 1989 et  1994.
 Elle a été diffusée sur TF1 du 4 septembre 1989 au 16 décembre 1994. Elle a été tournée aux Studios de France (bâtiment 104) à La Plaine Saint-Denis et au Village de la Communication à Saint-Ouen.
Cette série relança la carrière de l'acteur Yves Vincent, tenant le rôle du président du tribunal, le juge Garonne, seul personnage présent dans tous les épisodes.
La série a été peu rediffusée, elle a d'abord été diffusée sur Monté-Carlo TMC en 1995 puis rediffusée sur TF1 pendant l'été 1998 puis sur Série Club en 2002 et 2003.

## Synopsis
Cette série se déroule toujours selon le même schéma, fidèlement inspiré du véritable déroulement d'une audience en France. Après le générique s'ouvrant sur une citation de Luc de Clapiers, marquis de Vauvenargues (« On ne peut être juste si l'on n'est humain », 1746), la voix off (Jean-Luc Reichmann) présente les parties et les données d'une affaire qui va être jugée, le temps d'un travelling sur la salle d'audience. À la fin de cette présentation, une sonnerie retentit et le tribunal fait son entrée. L'audience peut aussi bien être purement civile (ex : nullité du mariage) ou pénale (dans ce cas, le procureur est présent). L'épisode reconstitue l'audience en respectant la procédure : rapport du président, interrogatoire des parties par le président, questions des avocats et du procureur, clôture des débats, et, si l'audience était civile, plaidoirie du demandeur puis du défendeur, et si elle était pénale, plaidoirie de la partie civile, réquisitions du parquet et plaidoirie de la défense. Puis, l'audience est suspendue (suspensions généralement mise à profit pour diffuser une page de publicité). Enfin, l'audience reprend, et après un bref rappel des enjeux par la voix off, l'audience reprend et le juge Garonne rend son jugement, rédigé sous forme d'attendus (« Attendu que… »), non sans prendre le temps de s'interrompre pour expliquer aux parties ce qui a décidé le tribunal de juger en ce sens. L'épisode se conclut quand le président lève l'audience. Le jugement n'est jamais commenté par la voix off.

## Commentaires
De nombreux invités ont joué dans cette série, parmi lesquels Pascal Renwick, Benoît Allemane, Michèle Laroque, Kad Merad, Jean-Marie Bigard, Édouard Baer, Marion Game, Roland Farrugia ou encore Pierre Londiche… Tribunal fut l'une des meilleures séries judiciaires de l'époque, avec un certain nombre d'acteurs déjà rompus au théâtre de boulevard.
Cette série a été précurseur dans son genre, et plusieurs autres séries ont suivi : Cas de divorce (1991-1992), Divorce (2000), Affaires familiales (2000) ou encore la déclinaison judiciaire de Le Jour où tout a basculé : Le Jour où tout a basculé… à l'audience (2012).

## Année 1989
(Les informations mentionnées pour l'année 1989 sont issues de la base de données IMDb).
- L'enfer du bruit (diffusé le 4 septembre) ;
- Enfant de personne (diffusé le 5 septembre) ;
- Une affaire de cœur (diffusé le 7 septembre) ;
- Une vie volée (diffusé le 8 septembre) ;
- Eaux troubles (diffusé le 11 septembre) ;
- Le dragueur (diffusé le 12 septembre) ;
- Odeurs troublantes (diffusé le 14 septembre) ;
- Flo personne (diffusé le 18 septembre) ;
- Pour l'amour d'Émilie (diffusé le 21 septembre) ;
- La veuve et l'orphelin (diffusé le 22 septembre) ;
- Caroline est morte (diffusé le 25 septembre) ;
- Le meurtre du cadavre (diffusé le 28 septembre) ;
- Le coq (diffusé le 29 septembre) ;
- Rico et fils (diffusé le 3 octobre) ;
- Héritage en partage (diffusé le 5 octobre) ;
- Une mère indigne (diffusé le 9 octobre) ;
- Témoin oculaire (diffusé le 10 octobre) ;
- Mariage nul (diffusé le 13 octobre) ;
- Ultime pardon (diffusé le 24 octobre) ;
- Amour fou (diffusé le 26 octobre) ;
- Le dard de Cupidon (diffusé le 27 octobre) ;
- Passage à tabac (diffusé le 30 octobre) ;
- Papa, maman et l'océan (diffusé le 31 octobre) ;
- Mariage blanc (diffusé le 2 novembre) ;
- Un livre à scandale (diffusé le 3 novembre) ;
- Un mariage de déraison (diffusé le 6 novembre) ;
- Transsexuel (diffusé le 7 novembre) ;
- Électrochoc (diffusé le 9 novembre) ;
- Le déshonneur d'une belle (diffusé le 10 novembre) ;
- Le don de Monsieur Mousse (diffusé le 13 novembre) ;
- Souvenir interdit (diffusé le 14 novembre) ;
- Le tombeur (diffusé le 16 novembre) ;
- Le sort en est jeté (diffusé le 17 novembre) ;
- L'amour le jour (diffusé le 20 novembre) ;
- Jamais je ne t'oublierai (diffusé le 21 novembre) ;
- Vous chantiez… et bien dansez maintenant (diffusé le 23 novembre) ;
- Le dernier verre (diffusé le 27 novembre) ;
- Tournez manège (diffusé le 27 novembre) ;
- Courrier du cœur (diffusé le 28 novembre) ;
- Le salaire du labeur (diffusé le 30 novembre) ;
- Privée de cantine (diffusé le 30 novembre) ;
- L'héritier de l'oubli (diffusé le 1er décembre) ;
- Papa sans maman (diffusé le 4 décembre) ;
- Banque et banco (diffusé le 5 décembre) ;
- Madame la présidente (diffusé le 5 décembre) ;
- Secret médical (diffusé le 7 décembre) ;
- Duel de clown (diffusé le 8 décembre) ;
- Le testament du fou (diffusé le 12 décembre) ;
- Divorce à cœur ouvert (diffusé le 14 décembre) ;
- Le beau cadeau (diffusé le 14 décembre) ;
- Passage protégé (diffusé le 15 décembre) ;
- Proxénète ou fiancé (diffusé le 19 décembre) ;
- Assistance à malfaiteur (diffusé le 21 décembre).

## Année 1990
(Les informations mentionnées pour l'année 1990 sont issues de la base de données IMDb).
- Appel d'urgence (diffusé en 1990) ;
- Avalanche provoquée (diffusé en 1990) ;
- Indigestion à la carte (diffusé en 1990) ;
- L'amour à la carte (diffusé en 1990) ;
- Le dragon bleu (diffusé en 1990) ;
- Ticket de caisse (diffusé en 1990) ;
- Le vrai faux tableau (diffusé le 5 janvier) ;
- Le bijou de famille (diffusé le 8 janvier) ;
- Le gros lot (diffusé le 8 janvier) ;
- Alter ego (diffusé le 11 janvier) ;
- Bourreau d'enfant (diffusé le 12 janvier) ;
- Défense d'afficher (diffusé le 14 janvier) ;
- Les enfants de la cité (diffusé le 15 janvier) ;
- Au secours (diffusé le 16 janvier) ;
- Scandale au collège (diffusé le 18 janvier) ;
- La dénonciation (diffusé le 19 janvier) ;
- Le couteau (diffusé le 22 janvier) ;
- Une mort suspecte (diffusé le 23 janvier) ;
- On ne compte pas sur l'amour (diffusé le 25 janvier) ;
- Les rondelles (diffusé le 26 janvier) ;
- Rumeur dans le Berry (diffusé le 29 janvier) ;
- Action rouge (diffusé le 30 janvier) ;
- Aude et Claude (diffusé le 1er février) ;
- Le bigame (diffusé le 2 février) ;
- La parole donnée (diffusé le 5 février) ;
- Le prix de l'amour (diffusé le 6 février) ;
- Chien méchant (diffusé le 8 février) ;
- Le mage (diffusé le 9 février) ;
- Vol au bureau (diffusé le 12 février) ;
- Pauvre prof (diffusé le 13 février) ;
- Au nom du fils (diffusé le 15 février) ;
- La justice du postier (diffusé le 16 février) ;
- Une photo déshabillée (diffusé le 19 février) ;
- Abandon d'enfant (diffusé le 20 février) ;
- Les chênes du veuf (diffusé le 22 février) ;
- Le chômeur gangster (diffusé le 23 février) ;
- Attention ! (diffusé le 26 février) ;
- Accident fatal (diffusé le 27 février) ;
- Les divorcés du loto (diffusé le 1er mars) ;
- Graffitis (diffusé le 2 mars) ;
- Agression nocturne (diffusé le 5 mars) ;
- Escroquerie au mariage (diffusé le 6 mars) ;
- La complice (diffusé le 8 mars) ;
- L'engagement (diffusé le 9 mars) ;
- Accident dans le désert (diffusé le 12 mars) ;
- Harcèlement sexuel (diffusé le 13 mars) ;
- Le bal du samedi soir (diffusé le 15 mars) ;
- Les liens du sang (diffusé le 16 mars) ;
- Les parents ingrats (diffusé le 19 mars) ;
- Allô, allô (diffusé le 20 mars) ;
- On ne joue pas avec la mort (diffusé le 22 mars) ;
- Misère de misère (diffusé le 23 mars) ;
- Détournement de mineure (diffusé le 26 mars) ;
- Le chocolat amer (diffusé le 27 mars) ;
- Le cœur gros (diffusé le 29 mars) ;
- Refus de propriété (diffusé le 30 mars) ;
- L'incendie (diffusé le 2 avril) ;
- La bourgeoise égarée (diffusé le 2 avril) ;
- KO pour un karatéka (diffusé le 3 avril) ;
- Le hangar de la discorde (diffusé le 5 avril) ;
- La rivière détournée (diffusé le 6 avril) ;
- La star nue sur le bateau (diffusé le 9 avril) ;
- Un père de trop (diffusé le 10 avril) ;
- Ronde de nuit (diffusé le 13 avril) ;
- Sombre revanche (diffusé le 17 avril) ;
- Une loge pour Charlotte (diffusé le 19 avril) ;
- La dette (diffusé le 20 avril) ;
- Mémoire à quatre mains (diffusé le 26 avril) ;
- La note du pianiste (diffusé le 27 avril) ;
- La femme du patron (diffusé le 3 mai) ;
- Noir et blanc (diffusé le 10 mai) ;
- Les cataplasmes d'argile (diffusé le 11 mai) ;
- Bébé à vendre (diffusé le 14 mai) ;
- Un après-midi de chien (diffusé le 15 mai) ;
- Augustine disparue (diffusé le 17 mai) ;
- Ligne à haute tension (diffusé le 18 mai) ;
- Le jeune flambeur (diffusé le 21 mai) ;
- Merci papa (diffusé le 11 juin) ;
- Justice immédiate (diffusé le 14 juin) ;
- L'affaire Tiercelin (diffusé le 18 juin) ;
- Incendie au moulin (diffusé le 19 juin) ;
- L'appartement du souvenir (diffusé le 21 juin) ;
- Au bon pain (diffusé le 22 juin) ;
- Vol passionnel (diffusé le 25 juin) ;
- Une vieille dame indigne (diffusé le 26 juin) ;
- Kidnapping (diffusé le 28 juin) ;
- Maigrir à en mourir (diffusé le 2 juillet) ;
- Chiens perdus avec collier (diffusé le 3 juillet) ;
- Le passé à la une (diffusé le 5 juillet) ;
- Anonymement vôtre (diffusé le 10 juillet) ;
- Téléphone indiscret (diffusé le 4 septembre) ;
- Les photos d'Elsa (diffusé le 6 septembre) ;
- Croisière en galère (diffusé le 10 septembre) ;
- Pour le meilleur et pour les coups (diffusé le 11 septembre) ;
- Le fou et sa rivière (diffusé le 13 septembre) ;
- Une histoire de seringue (diffusé le 14 septembre) ;
- L'amour n'a pas d'âge (diffusé le 17 septembre) ;
- Voir Claire (diffusé le 18 septembre) ;
- À votre bon cœur ! (diffusé le 20 septembre) ;
- Strip-tease pour une souris (diffusé le 21 septembre) ;
- Les deux mamans de Séverine (diffusé le 24 septembre) ;
- Les poupées du pilote (diffusé le 25 septembre) ;
- Idées volées (diffusé le 27 septembre) ;
- Silence de mort (diffusé le 28 septembre) ;
- Des cris dans la nuit (diffusé le 1er octobre) ;
- Le vagabond (diffusé le 2 octobre) ;
- Infirmière privée (diffusé le 4 octobre) ;
- Maudit diamant (diffusé le 5 octobre) ;
- Le feu de la passion (diffusé le 8 octobre) ;
- Une naissance bien tardive (diffusé le 9 octobre) ;
- Au bonheur pour tous (diffusé le 11 octobre) ;
- La voleuse (diffusé le 12 octobre) ;
- La pantoufle (diffusé le 15 octobre) ;
- Le pigeon (diffusé le 16 octobre) ;
- Maman, à l'aide ! (diffusé le 19 octobre) ;
- Suicide manqué (diffusé le 22 octobre) ;
- Copie conforme (diffusé le 23 octobre) ;
- Interdit de chanter (diffusé le 25 octobre) ;
- Irrécupérable (diffusé le 25 octobre) ;
- Tenue de travail (diffusé le 26 octobre) ;
- Match aux poings (diffusé le 30 octobre) ;
- Le tunnel de l'enfer (diffusé le 6 novembre) ;
- En mémoire de Junie (diffusé le 9 novembre) ;
- Les malheurs d'une miss (diffusé le 15 novembre) ;
- La villa d'Alice (diffusé le 19 novembre) ;
- Le prix d'un père (diffusé le 22 novembre) ;
- Course poursuite (diffusé le 23 novembre) ;
- Les concubins (diffusé le 26 novembre) ;
- Supporters (diffusé le 27 novembre) ;
- Le mur du silence (diffusé le 29 novembre) ;
- La reprise du flambeau (diffusé le 30 novembre) ;
- Telle éprise qui croyait prendre (diffusé le 4 décembre) ;
- La vengeance d'une mère (diffusé le 7 décembre) ;
- Pour l'honneur d'un père (diffusé le 11 décembre) ;
- Véto au mariage (diffusé le 14 décembre) ;
- Le voleur repenti (diffusé le 18 décembre) ;
- La maison des Madec (diffusé le 20 décembre).

## Année 1991
(Les informations mentionnées pour l'année 1991 sont issues de la base de données IMDb).
- La brasserie du cœur (diffusé le 14 janvier) ;
- Un enfant n'a pas de prix (diffusé le 18 janvier) ;
- L'accident bête (diffusé le 21 janvier) ;
- Les deux sœurs (diffusé le 28 janvier) ;
- La proxénète (diffusé le 1er février) S2, Ep14 ;
- Jamais trop tard (diffusé le 4 février) ;
- Violation de comte (diffusé le 8 février) ;
- Le cellier de Cécile (diffusé le 15 février) ;
- Le gagne-pain (diffusé le 22 février) ;
- L'enfant en partage (diffusé le 18 mars) ;
- Ah la vache ! (diffusé le 22 mars) ;
- S.O.S. chauffage (diffusé le 5 avril).

Sans précision de date de diffusion
- À bas les profs ;
- Abus d'amour ;
- Amour et violoncelle ;
- Angélique n'est pas ma fille ;
- Art et séduction ;
- Assistance et silence ;
- Au nom du père ;
- Au voleur ;
- Aux portes de la mort ;
- Bonne année ;
- Bébé ne sera pas ;
- C'est l'extase ;
- Cancer et mensonge ;
- Chaud et froid ;
- Cité canine ;
- Congés sur ordonnance ;
- Coup de poudre ;
- Coup de tête ;
- Course tragique ;
- Dans mon fauteuil ;
- Derrière le masque ;
- Dessous de table ;
- Drame à la maternité ;
- Délit mineur ;
- Effets indésirables ;
- En cavale ;
- Engrenage ;
- Entre deux maîtres ;
- Face aux bruits ;
- Farid ;
- Fatal diagnostic ;
- Fatal mégot ;
- Faux témoignage ;
- Jumeaux sous influence ;
- L'amour d'une femme ;
- L'amour de la robe ;
- L'amour en flammes ;
- L'amour fou ;
- L'avocat au tableau ;
- L'encre magique ;
- L'enfant d'une autre ;
- L'enfant terrible ;
- L'enlèvement de Sabine ;
- L'héroïne ;
- L'inconnu sur la ligne ;
- L'innocente ;
- L'irréparable ;
- L'âme damnée ;
- L'école du vol ;
- La belle-fille renvoyée ;
- La caméra cachée ;
- La comtesse et le gigolo ;
- La comédienne ;
- La dealeuse ;
- La fausse infirmière ;
- La femme d'argent ;
- La fille prodigue ;
- La galère ;
- La maison de campagne ;
- La rage au cœur ;
- La raison du plus fou ;
- La source ;
- La vie en pink ;
- Le Ladybird ;
- Le baiser du bizuth ;
- Le banc des amours ;
- Le bon dieu sans concession ;
- Le boucher de Florensac ;
- Le chevrolet vagabonde ;
- Le corbeau habite au 22 ;
- Le dernier souffle ;
- Le défi de Caroline ;
- Le fantôme du membre absent ;
- Le faux-frère ;
- Le fils adoptif ;
- Le mari de la voleuse ;
- Le petit cascadeur ;
- Le petit-fils ;
- Le pickpocket ;
- Le prix de l'innocence ;
- Le rapt ;
- Le rat de bibliothèque ;
- Le règlement de comptes ;
- Le saut de l'ange ;
- Le serment d'Hippocrate ;
- Le serment d'hypocrite ;
- Le tatouage ;
- Le visiteur surprise ;
- Le vison d'Elsa ;
- Le vrai-faux passeur ;
- Les amants terribles ;
- Les bas-résilles ;
- Les cendres vives ;
- Les coups de l'amour ;
- Les deux amis ;
- Les deux pigeons ;
- Les deux testaments ;
- Les enfants de la mère morte ;
- Les feux de la vengeance ;
- Les hommes aussi ;
- Les noces blanches ;
- Les repentis ;
- Les vieux amants ;
- Lignes mortelles ;
- Lola mon amour ;
- Maman bobo ;
- Mauvais traitements ;
- Moka ;
- Mon fils ;
- Mon mari est un assassin ;
- Mort pour des baskets ;
- Mort sur le coup ;
- Nini la cloche ;
- Passage interdit ;
- Petite fille aux pères ;
- Piqué au vif ;
- Pneus crevés ;
- Pour l'amour de Thomas ;
- Pour l'éternité ;
- Que personne ne bouge ;
- Quelques années de trop ;
- Querelle de cloches ;
- Querelle de colle ;
- Refrain tragique ;
- Remords ;
- Sans effraction ;
- Shampooing, vol et brushing ;
- Si tu es un homme ;
- Solstice ;
- Taille mannequin ;
- Travail au noir ;
- Trop grosse pour travailler ;
- Tu tires ou tu pointes ? ;
- Turbulences électorales ;
- Un amour de sanglier ;
- Un coup pas franc ;
- Un dangereux ami ;
- Un mauvais locataire ;
- Un oui de trop ;
- Un trésor de saison ;
- Une affaire de drogue ;
- Une arme et un enfant ;
- Une dame de confiance ;
- Une fille de trop ;
- Une star dans l'oubli ;
- Une vie de chien ;
- Vacances rurales ;
- Vacances à tout prix ;
- Vengeance posthume ;
- Vilain virus ;
- Visage d'une étoile ;
- Voie de tracts ;
- Vol de singes ;
- Vous avez gagné !

## Année 1992
(Les informations mentionnées pour l'année 1992 sont issues de la base de données IMDb).
- Les travaux d'Hercule (diffusé le 7 février) ;
- Le professeur (diffusé le 10 février) ;
- L'amour coupable (diffusé le 18 février) ;
- Prévoyance (diffusé le 21 mai) ;
- Interdit de chez-soi (diffusé le 12 juin) ;
- Coup de tabac (diffusé le 25 juin) ;
- Compartiment dragueur (diffusé le 26 juin).

## Année 1993
(Les informations mentionnées pour l'année 1993 sont issues de la base de données IMDb).
- Question d'éducation (diffusé le 6 avril).
- Incendie au moulin (diffusé le 9 septembre).
- L'appartement du souvenir (diffusé le 10 septembre).

## Année 1994
(Les informations mentionnées pour l'année 1994 sont issues de la base de données IMDb et de l'INA).
- Voir Venise (diffusé le 8 septembre).
- La rage au coeur (diffusé le 9 septembre).
- Remords (diffusé le 12 septembre).
- Jumeaux sous influence (diffusé le 13 septembre).
- Chaud et froid (diffusé le 15 septembre).
- Refrain tragique (diffusé le 16 septembre).
- La mamie mystérieuse (diffusé le 19 septembre).
- Le petit cascadeur (diffusé le 20 septembre).
- Vacances rurales (diffusé le 22 septembre).
- Le ladybird (diffusé le 23 septembre).
- Le vrai faux passeur (diffusé le 26 septembre).
- L'amour fou (diffusé le 27 septembre).
- Terrain glissant (diffusé le 29 septembre).
- Pour l'éternité (diffusé le 30 septembre).
- Une star dans l'oubli (diffusé le 3 octobre).

## Réalisateurs
(Sauf indication contraire, les informations mentionnées sont issues de la base de données IMDb).
- Didier Albert (5 épisodes, 1989-1991) ;
- Frédéric Astier[9] ;
- Jacques Audoir ;
- Georges Bensoussan (8 épisodes, 1990-1991) ;
- Marlène Bertin ;
- Claire Blangille (9 épisodes, 1989-1990)[10] ;
- Emmanuelle Dubergey[11] ;
- Bernard Dumont (4 épisodes, 1990-1993)[12] ;
- Gérard Espinasse (4 épisodes, 1990) ;
- Jean-Yves Jeudi (4 épisodes, 1991)[13] ;
- Dominique Masson (15 épisodes, 1989-1990) ;
- Andrée Moracchini (5 épisodes, 1991)[14] ;
- Josette Paquin[15] ;
- Francis Pernet (1 épisode, 1992)[16] ;
- Frédéric Pernet[17] ;
- Roger Pradines ;
- Jean-Pierre Prévost (14 épisodes, 1989-1990) ;
- Christophe Salachas (4 épisodes, 1990-1992)[18] ;
- Christiane Spiero (6 épisodes, 1989-1990) ;
- Jean-Pierre Spiero[réf. nécessaire].

## Distribution
- Yves Vincent : le juge Garonne
- Jean Dell : l'huissier
- Michèle Laroque : maître Adler
- Annic le Goff : maître Bardi
- Sylvie Genty : maître Bataille
- Nicolas Marié : maître Beaulieu
- Françoise Bette : maître Berger
- Raphaël Delpard : maître Bonain
- Bertrand Farge : maître Briard
- Henri Poirier : maître Castelet
- Bruno Raffaelli : maître Chardin
- François Duval : maître Dartimon
- Alain Feydeau : maître De Chaumont
- Jean-Yves Chilot : maître Delisle
- Marie-Claude Mestral : maître Delorme
- Alain Berthaud : maître Denis
- Catherine Eckerle : maître Dumas
- Mario Pecqueur : maître Dumoulin
- Manuel Bonnet : maître Faubert
- Henri Marteau : maître Fortin
- Claudine Coster : maître Foucault
- Claude Sesé : maûtre Gaillard
- Rosine Cadoret : maître Gallois
- Micheline Kahn : maître Gardini (saison 1)
- Christine Guerdon : maître Gardini (saison 2)
- Paul Barge : maître Girault
- Josiane Pinson : maître Guyot
- Dominique MacAvoy : maître Jacquet (saison 1)
- Blandine Metayer : maître Jacquet (saison 2)
- Bernard Larmande : maître Labrousse
- Laurence Baudry : maître Lalande
- Benoît Allemane : maître Langevin
- François-Régis Marchasson : maître Le Dantec
- Nicole Maurey : maître Meyssignac
- Patrick Palmero : maître Lemercier
- Yolande Folliot : maître Lerminier
- Daniel Sarky : maître Levallier
- Martine Maximin : maître Masson
- Éric de Rochanstagnac : maître Mignot (saison 1) / l'huissier : épisodes 99/100
- Marie-Christine Rousseau : maître Moranges
- Chrystelle Labaude : maître Mossion
- Anne-Marie Philippe : maître Rivat
- Pierre Londiche : le procureur
- Roland Farrugia : le procureur (saison 1)
- Anne Aor : le procureur
- Francine Olivier : le procureur
- Jean-Luc Reichmann : le présentateur
- Diane Lepvrier (saison 2)
- Cyril Aubin
- Jessica Georges
- Brigitte Aubry